# Interview Island
Interview Island är en ö i Indien.   Den ligger i unionsterritoriet Andamanerna och Nikobarerna, i den sydöstra delen av landet, 2 400 km sydost om huvudstaden New Delhi. Arean är 100 kvadratkilometer.
Terrängen på Interview Island är platt. Öns högsta punkt är 97 meter över havet. Den sträcker sig 23,2 kilometer i nord-sydlig riktning, och 8,1 kilometer i öst-västlig riktning.